# Friedrich von Puteani

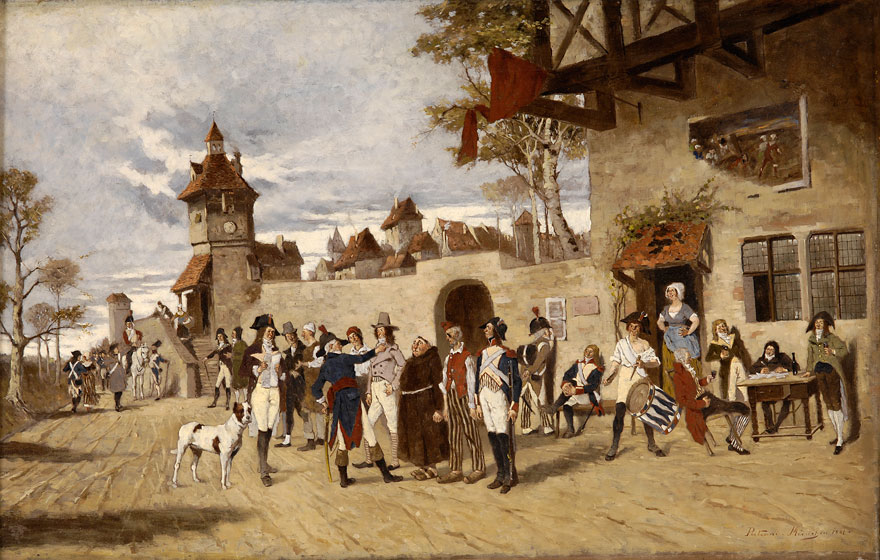
Rekruten 1881

Friedrich Freiherr von Puteani, tschechisch Bedřich Puteani (* 1. Januar 1849 in Prag; † 4. Juli 1917 in München) war ein tschechischer Maler und Radierer, in München und Venedig tätig.
Seine Eltern waren der k.k. Oberstleutnant Friedrich August Freiherr von Puteani (* 22. August 1811; † 7. März 1865) und dessen Ehefrau Marie Ebenberger (* 3. August 1821; † 6. Januar 1910).
Puteani studierte seit dem 24. Oktober 1870 an der Königlichen Akademie der Künste in München bei Wilhelm von Diez und Johann Leonhard Raab.
Er malte hauptsächlich Landschafts- und Genrebilder, oft mit Pferden.
Ab 1883 war er in Venedig ansässig, kehrte um 1914 nach München zurück, wo er am 4. Juli 1917 unverheiratet starb.